# James Franklin Jeffrey

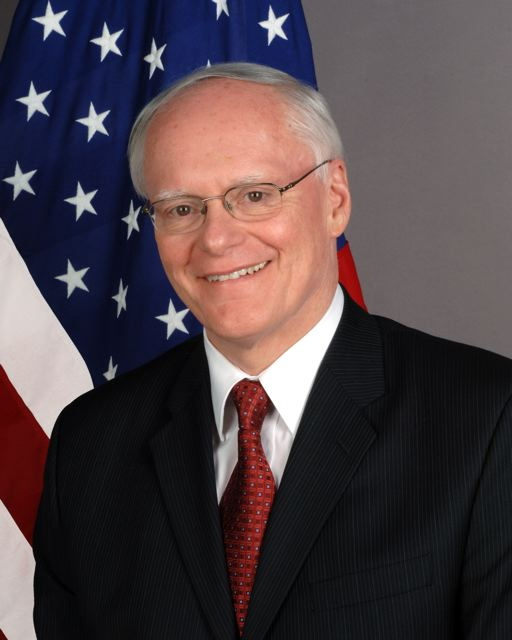
James Franklin Jeffrey

James Franklin Jeffrey (* 1946) ist ein US-amerikanischer Diplomat. Er war zuletzt von August 2010 bis Juni 2012 Botschafter der Vereinigten Staaten im Irak.
Von 1969 bis 1976 diente er als Offizier der Infanterie der US Army in Deutschland und Vietnam. Danach ging er zum United States Foreign Service; von 2002 bis 2004 fungierte er als Botschafter in Albanien. Im August 2007 wurde er zum Berater des Präsidenten und Deputy National Security Advisor ernannt. In der Folge hatte er von 2008 bis 2010 als Nachfolger von Ross Wilson den Botschafterposten in der Türkei inne, ehe er in den Irak wechselte. Hier übernahm er das Amt von Christopher R. Hill.